# Fitzroy Gardens

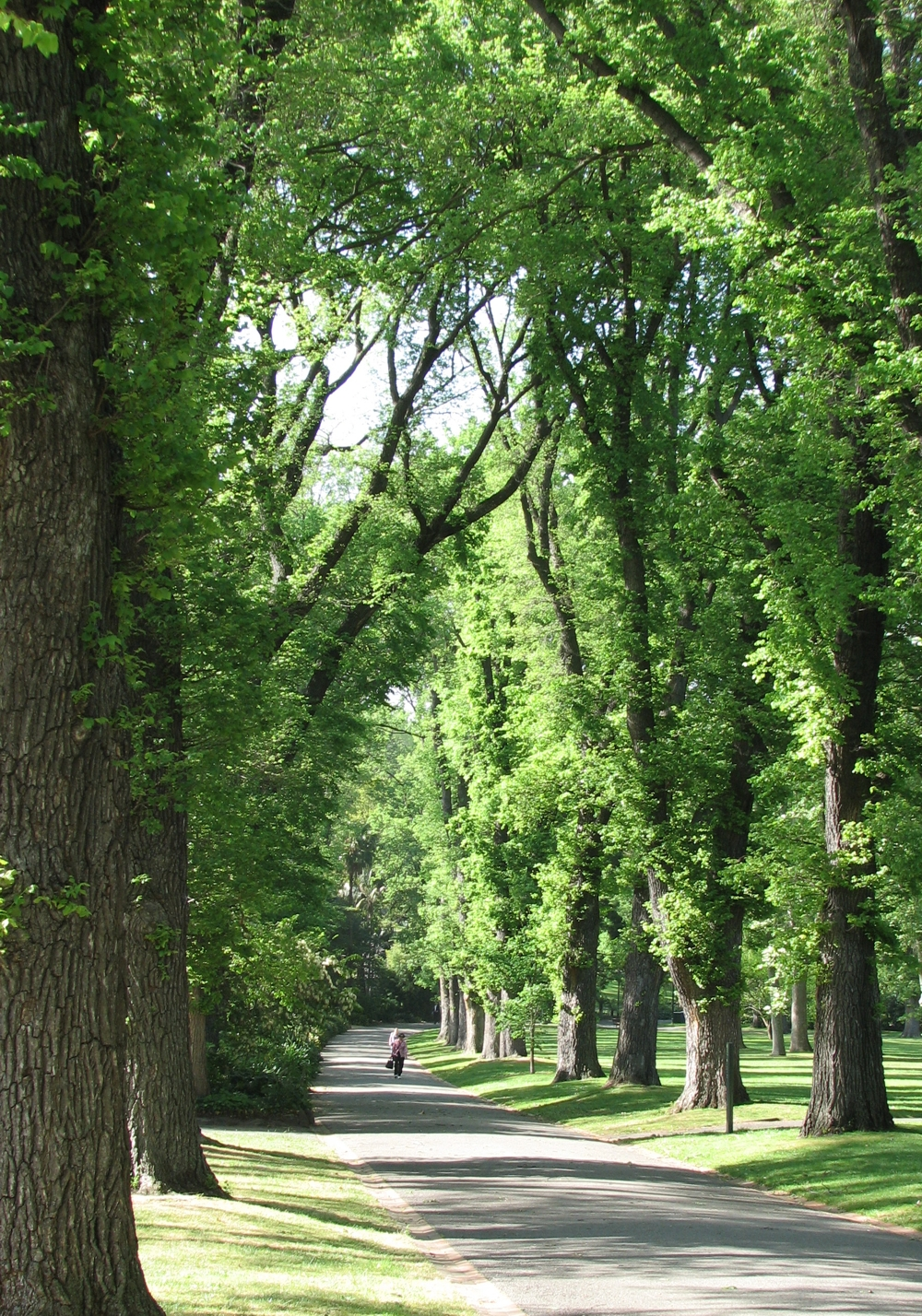
En allé med engelska almträd i Fitzroy Gardens.

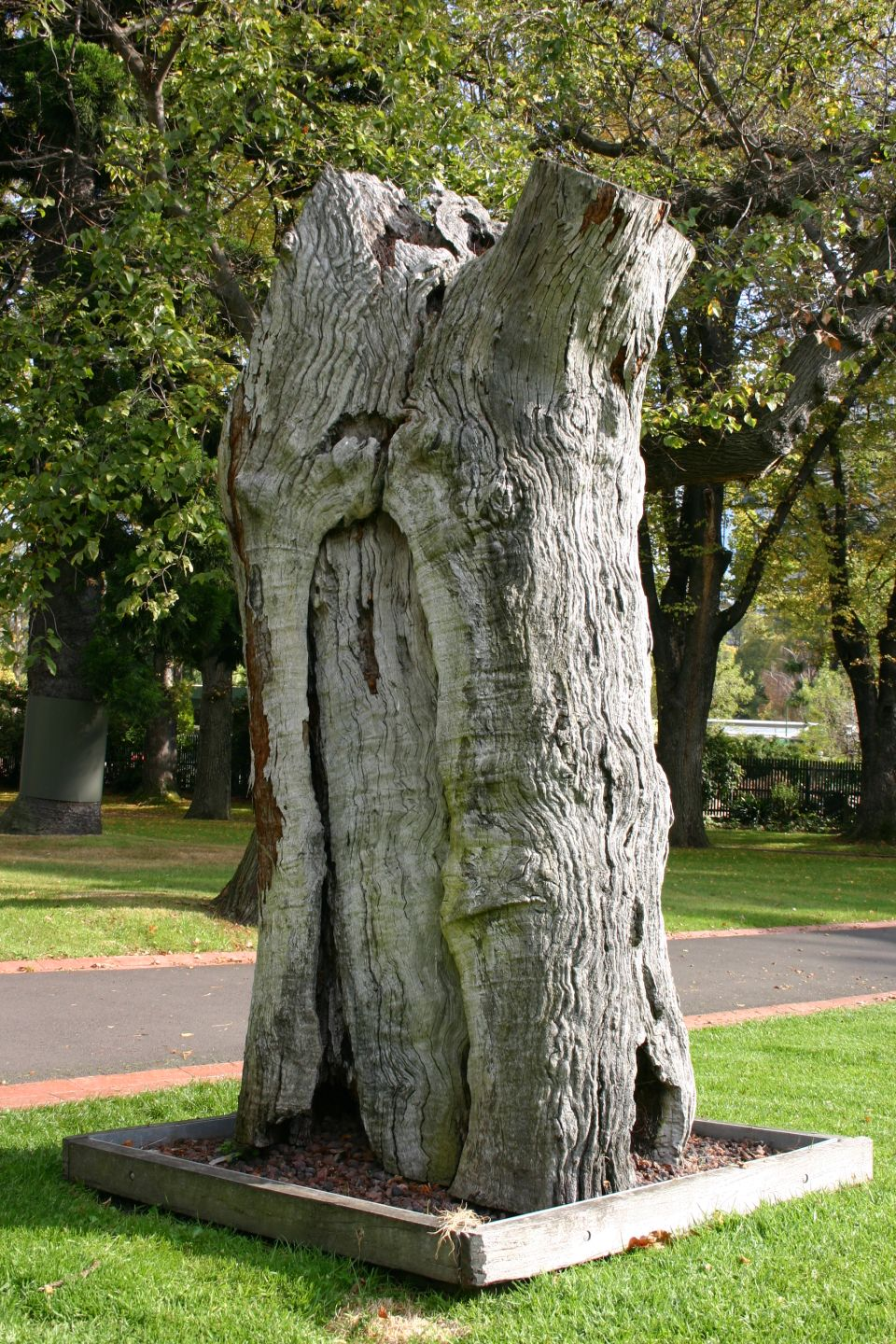
Ett aboriginskt skadat träd.

Fitzroy Gardens är ett 26 hektar stort parkområde sydöst om centrala Melbourne i stadsdelen East Melbourne i Victoria i Australien. Parken är avgränsad av Claredon Street, Lansdowne Street och Wellington Parade och parken Treasury Gardens på andra siden av Lansdowne Street i väster.
Parken är en av de större viktorianska parkerna anlagda i Australien. Några av de viktigaste attraktionerna i parken är:
- Cooks' Cottage – ett hus där James Cook ska ha tillbringat delar av sin barndom (huset flyttades från England till Melbourne och öppnades för publik 1934).
- Miniatyrby i Tudorstil.
- Ett skadat träd.